# Žabia dolina mengusovská
Žabia dolina Mengusovská, Žabia dolina ( polsky Dolina Żabia Mięguszowiecka, Dolina Żabia německy Froschseetal, Kessel der Froschseen maďarsky Békástavi katlan je horní severovýchodní část Mengusovské doliny ohraničená od západu vedlejším jižním hřebenem Hincovej vežičky od severu úsekem hlavního hřebene Vysokých Tater od Hincovej veže po Ťažký štít a od východu vedlejším jihozápadním hřebenem Ťažkého štítu. Krátký jižní hřeben Žabej veže dělí Žabiu dolinu na západě na Kotlinu žabích ples a na východě na Dolinka pod Váhou. 

## Název
Pojmenování, na rozdíl od stejnojmenných údolí Bielovodské doliny a Javorové doliny je polohopisně zpřesňované dodatkovým přívlastkem "Mengusovská". Název je odvozen z názvu žabích ples. Jeho tvůrci byli zlatokopové, věřící, že v plesech žijí divotvorné žáby, které mají v žaludcích zlato. Z Velkého Žabího plesa vyčnívá skalisko, které se při pohledu od východu nápadně podobá sedící velikánské žábě. 

## Plesa a potoky
- Veľké Žabie pleso Mengusovské
- Malé Žabie pleso Mengusovské, ze kterého vytéká Žabí potok, přítok Hincovo potoka
- Vyšné Žabie pleso Mengusovské

## Turistika
Přes dolinu vede turistický chodník na Rysy. Prochází kolem Veľkého Žabieho plesa Mengusovského přes Dolinku pod Váhou, ve které stojí nejvýše položená chaty ve Vysokých Tatrách Chata pod Rysy.
- - červeně značený chodník se odpojuje od modře značeného v Mengusovské dolině a vede Žabí dolinou k chatě. V horní části jsou na nejtěžších místech zabezpečovací pomůcky. [2]